# Pratovecchio
Pratovecchio – miejscowość i gmina we Włoszech, w regionie Toskania, w prowincji Arezzo.
Według danych na styczeń 2009 gminę zamieszkiwało 3210 osób przy gęstości zaludnienia 42,6 os./1 km².
1 stycznia 2014 gmina została zlikwidowana.

## Miasta partnerskie
- Betlejem
- Ma’alot-Tarszicha
- Uffenheim